# Natten før Christians Fødselsdag
Natten før Christians Fødselsdag è un cortometraggio muto del 1908 diretto da Viggo Larsen che ha come interprete principale Holger-Madsen, un attore che sarebbe diventato qualche anno più tardi uno dei più noti registi danesi. Tra gli altri interpreti, Gustav Lund e Agnes Nørlund Seemann.

## Produzione
Il film - un cortometraggio lungo 175 metri - fu prodotto dalla Nordisk Films Kompagni.

## Distribuzione
Uscì nelle sale cinematografiche danesi nel 1908.